# Pedicularis czuiliensis
Pedicularis czuiliensis är en snyltrotsväxtart som beskrevs av Semiotr.. Pedicularis czuiliensis ingår i släktet spiror, och familjen snyltrotsväxter. Inga underarter finns listade i Catalogue of Life.